# Kulturökonomik
Die Kulturökonomie oder auch Kulturökonomik setzt sich mit ökonomischen Zusammenhängen in den Bereichen Kunst, Kultur, aber auch mit der Kulturindustrie auseinander. Ausgangspunkt waren die Überlegungen von Baumol und Bowen (1965), die zeigten, dass ein Streicherquartett seine Produktivität nicht steigern kann, während alle anderen Sektoren, damals vor allem die Industrie, dies sehr wohl konnten. In der Folge haben sich mehr und mehr Ökonomen und Ökonominnen zu Kulturökonomie geäußert und es entstand zum einen die Association for Cultural Economics International (ACEI) und 1973 auch ein eigenes Fachmagazin das ‚Journal of Cultural Economics’ (JCE). Das Hauptaugenmerk in der Kulturökonomie liegt auf Wohlfahrtsökonomischen Betrachtungen und Fragestellungen ob, wie und inwieweit staatliche Interventionen notwendig sind, um Unterproduktion durch Marktversagen zu vermeiden.
Neben William J. Baumol und Bowen haben sich auch Alan T. Peacock, Mark Blaug, Ruth Towse, Victor Ginsburg, Gillian Doyle und Francoise Benhamou in der Kulturökonomie einen Namen gemacht.
Eine angrenzende Disziplin stellt die Ökonomie des Urheberrechts (Economics of Copyright) dar. Im Mittelpunkt stehen die Auswirkungen des Urheberrechts auf wirtschaftliche Zusammenhänge. Die Society for Economic Research on Copyright Issues (SERCI) gibt dazu das Fachmagazin Review on Economic Research of Copyright Issues (RERCI) heraus.
Mit der staatlichen Subventionierung und dem privaten Sponsoring von Kultureinrichtungen wie Museen, Oper, Theater, Orchester werden für diese Institutionen Kulturmanagement und Prinzipien der Wirtschaftlichkeit bei der Verwendung der knappen Mittel verbindlich. Dadurch erhalten kameralistische und betriebswirtschaftliche Grundsätze Einzug in ein der Marktwirtschaft fernes Segment. Sie sind der eine Pol des wissenschaftlichen Interesses an der Kulturökonomik. Den anderen Pol bilden die Bedeutung der Kultur und der von ihr tradierten Werte, als der von der Wirtschaft selbst nicht geschaffenen Rahmenbedingungen und Voraussetzungen, für die in Kultur und Gesellschaft eingebettete Wirtschaft (siehe Wirtschaftssoziologie).

## Studium
Kulturökonomik kann nicht als alleiniger Studiengang in Deutschland studiert werden. Es gibt jedoch Kulturmanagament-Studiengänge in Deutschland die diese Thematik mit behandeln. Hier sind vor allem die Hochschule Zittau/Görlitz mit ihrem Management-Schwerpunkt im Kulturmanagement-Studium, die Universität Duisburg-Essen mit dem Kulturwirt und Universität Passau mit der Kulturwirtschaft zu nennen.